# Nils Peter Wetterlund

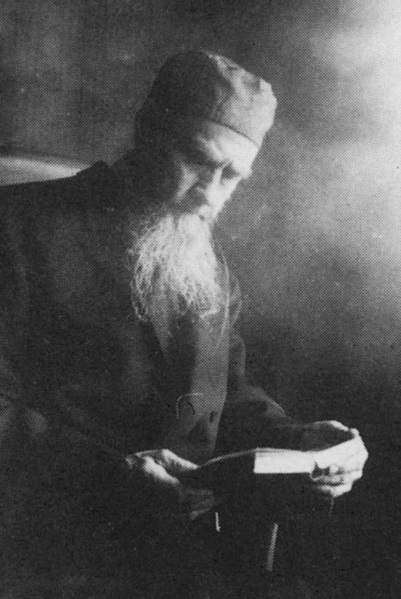
Nils Peter Wetterlund 1927

Nils Peter Wetterlund, född 20 juni 1852 i Slättåkra socken i Halland, död 7 augusti 1928 i Stockholm, var en svensk präst och författare.

## Biografi
Wetterlund föddes i en fattig torparfamilj men fick trots detta möjlighet att studera. Teologisk examen avlade han vid Uppsala universitet och prästvigdes den 4 augusti 1885 i Västerås stift i dess domkyrka av biskop Gottfrid Billing. Efter prästtjänst i Torsång, Leksand och Skattunge, blev han 1895 vald till kyrkoherde i Floda, där han tjänstgjorde tills han på grund av sjukdom blev tvungen att lämna tjänsten 1904. Därefter verkade han i Stockholm som själavårdare, författare och förkunnare.
Wetterlunds stora verk var Andens Lag på över 1200 sidor som gavs ut i två delar 1910 respektive 1912. Titeln syftar på Romarbrevet 8:2-4. Även de två kärleksbuden i Markusevangeliet 12:28-31 är centrala i Wetterlunds texter. Andra bibeltexter som han ofta tar upp i sina skrifter är Bergspredikan, agape-kärleken i Första Korintierbrevet kapitel 13 och Uppenbarelseboken.
Professorerna i exegetik, Otto Myrberg och Waldemar Rudin, var betydande för hans utveckling under studieåren. Myrberg påverkade Wetterlunds uppfattning om försoningen och rättfärdiggörelsen samt hans intresse för Uppenbarelseboken. Wetterlund satte som präst stort värde på den brevväxling i teologiska frågor som han hade med J. A. Ekman under dennes tid som biskop i Västerås.
Wetterlunds originella tankevärld visar påverkan från Johann Tobias Beck, Frederic Godet, Hans Magnus Melin, hans professorer Otto Myrberg och Waldemar Rudin, gamla lutherska pietister som Magnus Friedrich Roos, samt radikalpietismens mystiker.  Under stockholmstiden hade han även kontakt med Flodbergskretsen. I sin tolkning av bergspredikan påminner han om Johannes Müller, Lev Tolstoj och David Petander. Han är också en representant för "Bergspredikoväckelsen" vid seklets början. Församlingsbor har berättat att Wetterlund i sina predikningar ofta tog upp texter både från Bergspredikan och Uppenbarelseboken.
Wetterlund kritiserade den juridiska rättfärdiggörelseläran, och förespråkade en av Johann Tobias Beck inspirerad subjektiv rättfärdiggörelse, där rättfärdiggörelsen och helgelsen sammanfaller. I detta menade han sig ha stöd av Martin Luther själv.  
Många är de som tagit starka intryck av Wetterlunds radikala helgelseförkunnelse. Professor Waldemar Rudin höll Andens Lag för sin käraste läsning på sin ålders höst, och kallade sin forne student för en profetisk röst i samtiden. Hjalmar Ekström hade likaså Andens Lag i sin bokhylla. Evangelisten Frank Mangs satte stort värde på densamma, likaså författaren Runa (Elisabeth Beskow). I Danmark översattes några av Wetterlunds skrifter av den väsensbesläktade Jesper Fjord Christensen, som förmedlade Wetterlundintresset åt Poul Madsen, som skrev om honom i sin tidskrift Mod Maalet.
I Norge blev han mycket populär bland Brunstad Christian Church, och användes rikligen i deras tidskrift "Skjulte Skatte" på 1930-talet. Även haugianerna, Hans Nielsen Hauges efterföljare, har översatt honom till norska.